# 馬歇爾·薩林斯
馬歇爾·大衛·薩林斯（Marshall David Sahlins；/ˈsɑːlɪnz/ SAH-linz；1930年12月27日—2021年4月5日）是一位美國人類學家，以其在太平洋地區做的田野調查及其他一些理論研究出名，現為芝加哥大學教授。

## 生平
薩林斯在密歇根大學攻讀過本碩，導師是莱斯利·怀特。1954年進入哥倫比亞大學攻讀博士。 畢業后返回密歇根大學執教，學術職涯早期是莱斯利·怀特演化論的追隨者，在1972年出版《石器時代經濟學》徹底推翻早年觀點，並轉向反演化論陣營。1960年代進行反越戰政治活動。 1960年代末曾在巴黎寓居兩年，1973年進入芝加哥大學執教，在校内以激進主義者聞名，曾反對在芝加哥大學内設立孔子學院。

## 外部連結
- Faculty Page at the University of Chicago （页面存档备份，存于）
- Annotated Bibliography （页面存档备份，存于），Alex Golub
- 採訪
  - Sahlins 101 （页面存档备份，存于）
  - De la modernité du projet anthropologique: Marshall Sahlins, l’histoire dialectique et la raison culturelle （页面存档备份，存于）（法文）
  - In the Absence of the Metaphysical Field: An Interview with Marshall Sahlins （页面存档备份，存于）